# Homalia glabella
Homalia glabella là một loài Rêu trong họ Neckeraceae. Loài này được (Hedw.) Schimp. miêu tả khoa học đầu tiên năm 1850.